# Memcached
Memcached je univerzální distribuovaný kešovací systém držící data v operační paměti. Přístup k položkám nabízí v konstantním čase.
Je využíván zejména dynamický webovými systémy jako keš pro přístup k databázím. Za tímto účelem také vznikla jeho první verze, kterou napsal (původně v Perlu) v roce 2003 Brad Fitzpatrick pro svoje stránky LiveJournal.
Později byl projekt přepsán do Céčka a využívá jej řada prominentních webů, mj. Reddit a Wikipedie. Web Twitter si z Memcachedu vytvořil vlastní fork zvaný Twemcache.
Jedná se o svobodný software pod licencí BSD. Je k dispozici pro systémy unixového typu (včetně Linuxu a MAC OS X) a pro Microsoft Windows.
Vzhledem k popularitě byl memcached opakovaně zneužíván k útokům. V určitých verzích měl přednastaven otevřený UDP port 11211, což umožnilo zneužívání takových instalací k distribuovaným útokům odepření služby (DDoS). Útok byl nazván Memcrashed. Kromě změny přednastavení vývojáři reagovali zveřejněním návodu, který umožňoval napadeným serverům na dálku útočící otevřenou instanci memcached vypnout.
Kromě toho se přímo v projektu objevily v roce 2016 chyby spočívající v celočíselném přetečení, které útočníkovi umožňovaly vyčtení dat.